# إليشا داير الثالث
إليشا داير الثالث (بالإنجليزية: Elisha Dyer III)‏ هو مصرفي أمريكي، ولد في 23 أكتوبر 1862 في بروفيدنس في الولايات المتحدة، وتوفي في 2 يونيو 1917.